# ملانیا گابیادینی
ملانیا گابیادینی (به ایتالیایی: Melania Gabbiadini) (زادهٔ ۲۸ اوت ۱۹۸۳ میلادی) یک بازیکن زن پیشین فوتبال اهل کشور ایتالیا است که در پست مهاجم بازی می‌کرد. او فوتبال خود را از باشگاه برگامو و از سال ۲۰۰۰ آغاز کرد و پس از آن به باشگاه اج جی اس ورونا رفت و در آنجا به عنوان کاپیتان تیم بازی کرد و تا زمان بازنشستگی در سال ۲۰۱۷ در آن باشگاه ماند. او پنج بار عنوان قهرمانی سری آ را با این باشگاه بدست آورد.
ملانیا گابیادینی به عنوان وینگر سریع و با شم گلزنی بالا به عنوان یک بازیکن سطح بالای ملی و با تجربه که بیش از ۱۰۰ بازی ملی را در تیم ملی فوتبال زنان ایتالیا انجام داده بود به حساب می‌آمد. او همچنین با بازی در جام ملت‌های ۲۰۰۵، جام ملت‌های اروپای زنان ۲۰۰۹، ۲۰۱۳ و ۲۰۱۷ به عنوان یک بازیکن ملی کارکشته تجربهٔ بازی در بازیهای جام ملتها را در کارنامه خود دارد؛ و در جام ملت‌های اروپای زنان ۲۰۱۳ در فهرست تیم منتخب تورنومنت قرار گرفت.
او همچنین در سالهای ۲۰۱۲، ۲۰۱۳، ۲۰۱۴ و ۲۰۱۵ به عنوان بازیکن زن سال سری آ انتخاب شده‌است.
در سال ۲۰۱۶ نام گابیادینی در تالار مشاهیر فوتبال ایتالیا به ثبت رسید.